# Cuno Horkenbach
Cuno Horkenbach, auch Kuno Horkenbach, (* 23. Mai 1883; † 20. Februar 1968) war ein deutscher Verleger.

## Leben
Horkenbach war spätestens ab Mitte der 1920er Jahre als Verleger in Berlin-Kreuzberg tätig. Öffentliche Wirkung erzielte er insbesondere mit seinen Handbüchern über die Körperschaften des Deutschen Reiches, in denen er Übersichten über die Mitglieder des Reichstags und der Länderparlamente sowie den strukturellen Aufbau und das Führungspersonal von Reichsministerien und anderer höherer Reichsbehörden vorlegte.
1933 rief Horkenbach zusammen mit seiner Ehefrau Margarete (1897–1971), geborene Meyer, die zeitweise auch den Namen Kautzsch trug, den illegalen Kreis Bethanien ins Leben, der in den folgenden Jahren verfolgten jüdischen Familien illegale Unterkünfte verschaffte und ihnen – sowie später im Krieg auch niederländischen Zwangsarbeitern – Lebensmittel besorgte und ihre Flucht ins Ausland organisierte. Bis heute lässt sich weder die Zahl der Mitglieder der Bethaniengruppe noch die der geretteten Verfolgten beziffern. Martin Greschat schätzt die Zahl der Mitglieder der Gruppe auf mindestens 25.
Neben dem Engagement als Fluchthelfer wirkte die Gruppe unter Führung Horkenbachs auch intensiv durch Mundpropaganda und andere Methoden im Widerstand gegen das NS-Regime.

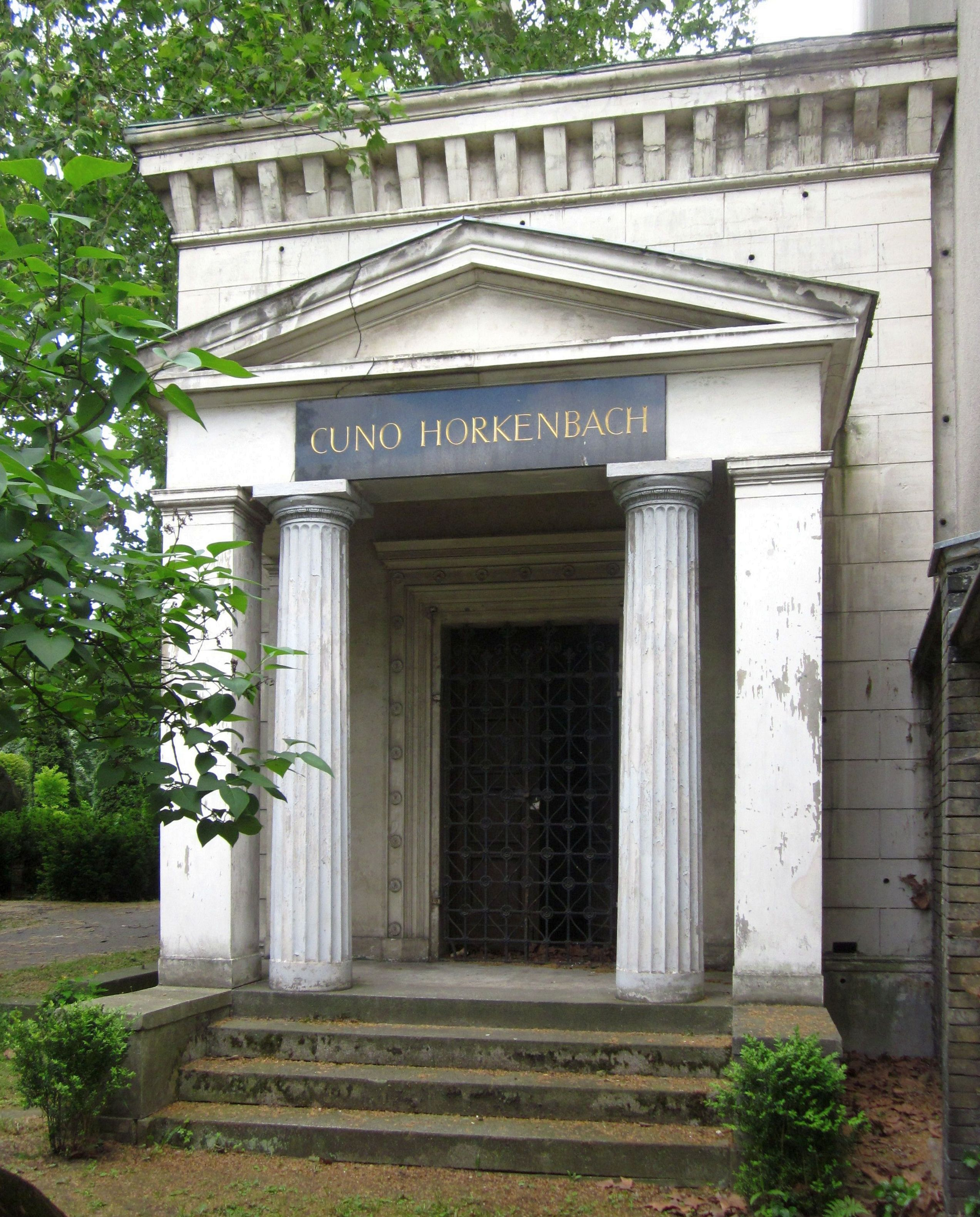
Horkenbach-Mausoleum auf dem Dreifaltigkeitskirchhof II in Berlin-Kreuzberg

Zusammen mit seinem Schwager, dem Berliner Industriellen Reinhold Meyer, und dessen Frau, versteckte das Ehepaar Horkenbach abwechselnd über mehrere Jahre während des Zweiten Weltkrieges Artur Isaakssohn, der aufgrund seiner jüdischen Wurzeln von dem NS-Regime verfolgt wurde. Am 27. April 1945 wurde Isaakssohn von einem SS-Kommando in seinem Versteck festgenommen und der Exekution zugeführt, die er jedoch schwer verletzt überlebte. Mitglieder des Bethanien-Kreises fanden ihn und brachten ihn zu einer ersten medizinischen Versorgung. Nach der Einnahme Berlins durch die Rote Armee wurde er in das Virchow-Klinikum in Berlin-Wedding überführt. Später wanderte er in die USA aus, hielt jedoch den Kontakt zu den Familien Meyer und Horkenbach.
Bis zu seinem Tod führte Horkenbach seinen Cuno Horkenbach Druck und Verlag.
Das Ehepaar Horkenbach liegt, zusammen mit Cuno Horkenbachs Eltern, in einem Familienmausoleum auf dem Dreifaltigkeitskirchhof II in Berlin-Kreuzberg begraben.

## Schriften
- Das deutsche Reich von 1918 bis heute. Mit sachlicher Unterstützung der Reichsbehörden, 1930.
- Das deutsche Reich von 1918 bis heute. Mit sachlicher Unterstützung der Reichsbehörden. Berichtsheft, 1931.
- Das deutsche Reich von 1918 bis heute, 1932.
- Das deutsche Reich von 1918 bis heute. 1933.
- Handbuch der Reichs- und Staatsbehörden, Körperschaften und Organisationen, 1935.